# Équipe d'Union soviétique de football au Championnat d'Europe 1964
L'équipe d'Union soviétique de football participe à son 2e championnat d'Europe lors de l'édition 1964 et dispute pour la deuxième fois le tournoi final, qui se tient en Espagne du 17 juin 1964 au 21 juin 1964.
Les Soviétiques éliminent le Danemark en demi-finale puis sont battus sur le score de 2-1 par le pays hôte en finale. À titre individuel, Lev Yachine et Valentin Ivanov font partie des onze joueurs de l'équipe-type du tournoi.

## Phase qualificative

### Tour préliminaire
L'URSS, tenant du titre, est exemptée de tour préliminaire.
| Équipe 1         | Résultat | Équipe 2 | Aller | Retour |
| ---------------- | -------- | -------- | ----- | ------ |
| Union soviétique | exempt   | -        | -     | -      |

### Huitième de finale
| Équipe 1         | Résultat | Équipe 2 | Aller | Retour |
| ---------------- | -------- | -------- | ----- | ------ |
| Union soviétique | 3 - 1    | Italie   | 2 - 0 | 1 - 1  |

### Quart de finale
| Équipe 1 | Résultat | Équipe 2         | Aller | Retour |
| -------- | -------- | ---------------- | ----- | ------ |
| Suède    | 2 - 4    | Union soviétique | 1 - 1 | 1 - 3  |

## Effectif
Sélectionneur : Konstantin Beskov
| No. | Pos.      | Joueur              | Date de naissance et âge | Sélec. | Club              |
| --- | --------- | ------------------- | ------------------------ | ------ | ----------------- |
|     | Gardien   | Ramaz Urushadze     | 17 août 1939             |        | Torpedo Koutaïssi |
|     | Gardien   | Lev Yashin          | 22 octobre 1929          |        | Dynamo Moscou     |
|     | Défenseur | Albert Chesternev   | 20 juin 1941             |        | CSKA Moscou       |
|     | Défenseur | Eduard Doubinski    | 6 avril 1935             |        | CSKA Moscou       |
|     | Défenseur | Eduard Mudrik       | 18 juillet 1939          |        | Dynamo Moscou     |
|     | Défenseur | Vladimir Glotov     | 23 janvier 1937          |        | Dynamo Moscou     |
|     | Défenseur | Anatoly Krutikov    | 21 septembre 1933        |        | Spartak Moscou    |
|     | Défenseur | Viktor Shustikov    | 28 janvier 1939          |        | Torpedo Moscou    |
|     | Milieu    | Valeri Voronine     | 17 juillet 1939          |        | Torpedo Moscou    |
|     | Milieu    | Alexeï Korneïev     | 6 février 1939           |        | Spartak Moscou    |
|     | Milieu    | Viktor Anichkin     | 8 décembre 1941          |        | Dynamo Moscou     |
|     | Milieu    | Slava Metreveli     | 30 mai 1936              |        | Dinamo Tbilissi   |
|     | Milieu    | Igor Tchislenko     | 8 septembre 1939         |        | Dynamo Moscou     |
|     | Attaquant | Guennadi Goussarov  | 11 mars 1937             |        | Dynamo Moscou     |
|     | Attaquant | Valentin Ivanov     | 19 novembre 1934         |        | Torpedo Moscou    |
|     | Attaquant | Galimzian Khusainov | 27 juillet 1937          |        | Spartak Moscou    |
|     | Attaquant | Valeriy Korolenkov  | 17 mai 1939              |        | Dynamo Moscou     |
|     | Attaquant | Eduard Malofeev     | 2 juin 1943              |        | Dynamo Minsk      |
|     | Attaquant | Viktor Ponedelnik   | 22 mai 1937              |        | SKA Rostov        |

## Phase finale

### Demi-finale
| Entraîneur : |
| K. Beskov    |

| Entraîneur :  |
| P.E. Petersen |

| Entraîneur : |
| K. Beskov    |

| Entraîneur :  |
| P.E. Petersen |

### Finale
| Titulaires : |  |
| |  |
| José Ángel Iribar Feliciano Rivilla Fernando Olivella Isacio Calleja Ignacio Zoco Josep Maria Fusté Amancio Amaro Jesús María Pereda Marcelino Martínez Luis Suárez Carlos Lapetra |  |
| Entraîneur : |  |
| J. Villalonga |  |

| Titulaires : |  |
| |  |
| Lev Yachine Victor Chustikov Albert Chesternev Edouard Mudrik Valeri Voronin Viktor Anichkin Igor Tchislenko Valentin Ivanov Viktor Ponedelnik Alexeï Korneïev Galimzian Khusainov |  |
| Entraîneur : |  |
| K. Beskov |  |

| Titulaires : |  |
| |  |
| José Ángel Iribar Feliciano Rivilla Fernando Olivella Isacio Calleja Ignacio Zoco Josep Maria Fusté Amancio Amaro Jesús María Pereda Marcelino Martínez Luis Suárez Carlos Lapetra |  |
| Entraîneur : |  |
| J. Villalonga |  |

| Titulaires : |  |
| |  |
| Lev Yachine Victor Chustikov Albert Chesternev Edouard Mudrik Valeri Voronin Viktor Anichkin Igor Tchislenko Valentin Ivanov Viktor Ponedelnik Alexeï Korneïev Galimzian Khusainov |  |
| Entraîneur : |  |
| K. Beskov |  |

## Navigation